# L'ultima stazione

L'ultima stazione (La Dernière Gare) est une pièce de théâtre de Beniamino Joppolo, écrite en 1941.

## Personnages
Le vieil homme – Le chef de gare – L'homme pâle – L'homme inquiet – L'homme qui a travaillé – L'époux – L'épouse – Carlina – Maria – Giovanni – Le frère – La mère – Le père – La fiancée – Les fils – La fille – Les morts – Les femmes – Le gardien de la gare – Agata

## Résumé
Atto unico (Acte unique)
Au petit matin, dans une salle d'attente d'une petite gare du monde, un gardien de gare semble attendre quelqu'un, au milieu des bruits de trains, du travail, des voyageurs. Agata, étrange créature, quant à elle, est assise dans la lumière, dans un coin. Elle intervient régulièrement en même temps que certains interlocuteurs par des propos distancés et poétiques. Le gardien commence par vanter, seul, les mérites du chef de gare dont il qualifie la mission d'apostolat. Apparemment, tout voyageur réclamerait et aurait besoin de l'avis du chef de gare avant tout départ. Peu à peu, les aspirants voyageurs s'avancent vers le gardien de la gare qui joue le rôle de filtre avant le passage obligé devant le médecin du voyage que serait son supérieur. Deux époux se présentent. Le voyage de noces semble les préoccuper. Après que la mariée a avoué qu'elle aurait préféré partir en compagnie de ses parents, les deux époux s'assoient dans l'attente d'un verdict. L'homme inquiet arrive, suivi de l'homme qui a travaillé. Ce dernier exprime le besoin de se distraire après avoir travaillé durement et gagné considérablement sa vie. Le vieil homme fait son entrée, et prend place silencieusement en pleine lumière. L'homme pâle, enfin, arrive et fait montre de son obsession. Le vieil homme enfin, intervient très succinctement. L'arrivée du chef de gare est accueillie avec empressement et fibrillation. Il envoie les jeunes mariés dans une ville quelconque pour qu'ils puissent simplement concevoir un enfant né de leur amour. L'homme qui a travaillé est, en revanche, dirigé vers un village proche afin qu'il puisse évoquer librement son bon droit de se plaindre et de se reposer. Seule condition à son bonheur, la reconnaissance publique de sa qualité pourra ainsi être actée, et lui procurer une femme à son image, nécessaire à son accomplissement. L'homme préoccupé, homme de culture et voyage, semble ne plus ressentir quoi que ce soit. Maria, son frère et Giovanni apparaissent et lui demandent si les soirées lui conviennent. Ensuite, une jeune femme à vélo apparaît également sous ses yeux. Tous ces spectres semblent matérialiser ses désirs, ses peurs, ses souvenirs. La fiancée entre à son tour, et s'offre à lui. Le père et la mère terminent le bal, dans un semblant de reproche. Le chef de gare lui propose d'aller dans un lieu proche d'un lac pour se reposer et soigner ses maux et ses craintes par le calme. Le vieil homme interrompt l'assemblée et explique qu'il a toujours été traité et considéré comme un moins-que-rien, et davantage ignoré que les denrées qui lui ont permis de vivre. Les fils, les morts, les femmes, la fille, entrent. Ne prétendant pas son droit au voyage, le vieil homme demande simplement à être traité comme il l'a toujours été, à savoir comme un vulgaire objet, un morceau de fer rouillé, un sac, un panier, une table, une pierre, une coulée de lave. Tous les autres se regroupent et décident de l'accompagner dans son dernier voyage. Le chef de gare leur demande d'écrire une phrase chacun, phrase qu'ils devront accrocher sur le wagon qui les accueillera tous. Alors que le vieil homme semble s'être endormi pour toujours et que la nuit tombe, ils partent tous ensemble.

## Année de parution
- L'ultima stazione, atto unico, Milano, Edizioni di Corrente, XIX, 1941.
- L'ultima stazione, atto unico, Torino, « Il Dramma », Anno XVIII, N. 375, aprile 1942.
- L'ultima stazione, atto unico, Palermo, L'Asterisco, 1972.
- Teatro (volume primo), Marina di Patti Editrice Pungitopo, 1989.
- L'ultima stazione, atto unico, Marina di Patti, Editrice Pungitopo, 1989.

## Mots clés
Gare, voyage, ailleurs, amour, mort, maladie, enfant, procréation, marchandise, humain.

## Mises en scène
- 25-26 juin 1941 : Gruppo sperimentale « Palcoscenico »,mise en scène de Paolo Grassi, décors d'Italo Valenti, Teatro del Parco della Triennale, Milan.
- décembre 1942 :  GUF, mise en scène de Galtieri-Tesei, Cesena.
- 1953 : mise en scène de  Giorgio Strehler, Rome.
- mai 2013 : lecture, traduction G. Joppolo, Festival Eurodram, Maison de l'Europe et de l'Orient, Paris.

## Remarques
La pièce fut rédigée au cours du séjour à Licata, lors de la première mission militaire de l'auteur (1940) (cf. Beniamino Joppolo, La doppia storia, Milano, Mondadori, 1968, p. 535) :
« Après une si longue période de désordre, au cours de l'hiver il écrivit une pièce de théâtre qui suivait l'unité de temps, de lieu et d'action. Tout se déroulait dans une petite gare à la campagne dans laquelle convergeaient les marchandises et les voyageurs habitant des maisons parsemées et isolées les unes des autres. À la tête de cette gare, un chef qui aurait pu être défini comme un philosophe humaniste-chrétien. De cette gare, personne ne partait sans qu'il n'eût établi la destination à l'avance. Une fois les types et les cas différents étudiés, il envoyait chacun des voyageurs à l'endroit qu'il estimait le plus opportun. Arrivent deux époux, et lui sait où les envoyer. Il y a l'homme fatigué, l'homme obsédé, celui qui veut se distraire et se reposer, il y a l'homme riche, et le chef de gare résout leur cas l'un après l'autre. Chacun sait qu'une fois qu'ils seront rentrés, ils auront accompli un voyage qui leur aura redonné la sérénité et même le bonheur d'une pleine possession de leurs moyens. Un jour, parmi d'autres, se présente un vieil homme qui pendant toute sa vie a travaillé dans tous les métiers possibles. Il veut maintenant voyager comme une « marchandise ». Mais le vieil homme démontre qu'il est lui-même une marchandise et qu'il souhaite voyager comme telle. Le chef de gare, dans une dernière tentative de dissuasion, lui dit que ce n'est pas avantageux pour lui de voyager en qualité de marchandise car à ce billet correspond un tarif supérieur à celui prévu pour les simples voyageurs. Mais le vieil homme n'en démord pas, de sorte que tous les autres se proposent, afin de satisfaire le dernier souhait de son existence, de payer son billet de « marchandise-morceau de bois-barre de fer »... Le chef de gare, alors, peu à peu, emmène tout et tout le monde sur un plan de douceur et les envoie conjointement vers un voyage choral avec le vieil homme, heureux de pouvoir réaliser son vieux rêve : voyager comme une marchandise. »
De retour de Licata, l'auteur retrouve son ami et metteur en scène Enrico Fulchignoni qui récupère le texte de L'ultima stazione qu'il promet de transmettre à Giorgio Strehler ou à Paolo Grassi. Finalement, c'est un autre texte, Il cammino, qui sera choisi pour une première mise en scène pour des raisons pratiques liées au nombre de personnages en scène. (cf. La doppia storia, op. cit., p. 566-570)
Une autre contribution permet d'éclairer la genèse du texte. Il s'agit de la Nota per Joppolo de Paolo Grassi, publiée en introduction du texte pour la toute première édition (Milano, edizioni di Corrente, XIX, 1941) :
« Suite à la production scénique de Il cammino réalisée par le Gruppo Palcoscenico à la Sala Sammartino de Milan, Beniamino Joppolo affronte désormais, après le public de spectateurs, celui des lecteurs avec une pièce plus largement développée, d'un sens plus significatif, d'une conviction plus ouverte, présentes dans l'Ultima stazione.
Le climat dans lequel cette pièce vit est toujours le même, c'est-à-dire un climat que nous nommerons sans détour surréaliste, dans lequel l'illogique devient logique, et même la situation la plus absurde se reprend dans le naturel et l'évident. Un climat de réflexion hallucinée, de calme obsédé, qui se réfère par l'image au désespérant silence d'un maquis isolé ou au jaillissement fécond et violent de la campagne brûlée d'une île. Si, une fois ce climat accepté, nous considérons le dialogue et la parole, cette persuasion d'examen se précise et l'aspect pictural du théâtre de Joppolo se définit dans une vérité plus évidente. Les images, chez cet auteur, se suivent, se rapprochent, se forment par un lien que je qualifierais de chromatique, presque des taches de couleur, presque des « tons » animé d'un perpétuel jeu de kaléidoscope vif et contrasté. Tout comme l'atmosphère hallucinée, l'exposition scénique, l'anti-théâtralité littéraire au sens large du terme, le dialogue, le mouvement de l'instant eux aussi nous rapprochement avec d'autant plus de précision, à notre avis (si nous voulons faire un rapprochement, mais non pas une dérivation) à Auguste Strindberg, et dans la vision exaltée de la vie, de la nature et des choses, et dans le relief bizarroïde et tragique que Joppolo colle à chaque personnage, qu'il souhaite détacher individuellement par les attributs les plus précis de caractère et d'extériorité, mais qu'il fait resurgir justement, bien que dans l'héroique spécificité, par l'atmosphère que submerge l'ensemble.
Atmosphère, donc. Le théâtre de Beniamino Joppolo est un théâtre d'atmosphère, au sein duquel trame action personnages sont fixés et se développent en fonction de la 'couleur' non pas folklorique mais tonale de l'œuvre.
Le lecteur remarquera la manière dont le travail que nous présentons comporte d'infinies difficultés en vue d'une réalisation scénique, des difficultés d'ordre technique et général, pour ainsi dire, étant donné que le moindre règlement par la « coupe » déformerait irrémédiablement l'esprit de l'œuvre. Un autre point de convergence artistique avec Strindberg que nous citons d'ailleurs comme possible pierre de touche face au théâtre de Joppolo, mais dont Joppolo, aux dépens de la caractéristique philosophante et dialectique, s'écarte et se démarque grâce à une tragique violence de l'humanité et à une obscurité fantastique enfumée qui, parfois, en dehors du langage, trouverait quelques résonances dans l'œuvre de Rosso di San Secondo. Nous voulons, toutefois, préciser que cette conception abstraite du théâtre de Joppolo n'est pas un moyen gratuit ni un confortable prétexte à l'invention illogique à l'envi, et qui se cristalliserait ainsi dans le prosaïque « outil du métier », mais obéit bien à l'idée large, cosmique, indirecte que l'auteur se fait du texte poétique et du théâtre en général, de sorte qu'il ne ressent pas simplement la « scène » mais voit le monde comme scène, dépassant ainsi la pure idée de planches et de coulisses. Notre note pourrait passer pour extrêmement audacieuse au vu de ce dépassement des limites techniques par l'imagination de Joppolo, d'autant que ce dépassement compte deux illustres prédécesseurs que sont Shakespeare de manière universelle, et Strindberg de manière toute particulière. Mais notre confiance en ce nouvel auteur est solide et nous voulons la souligner par un aval personnel précis. »
— Paolo Grassi